# 波阿倫社

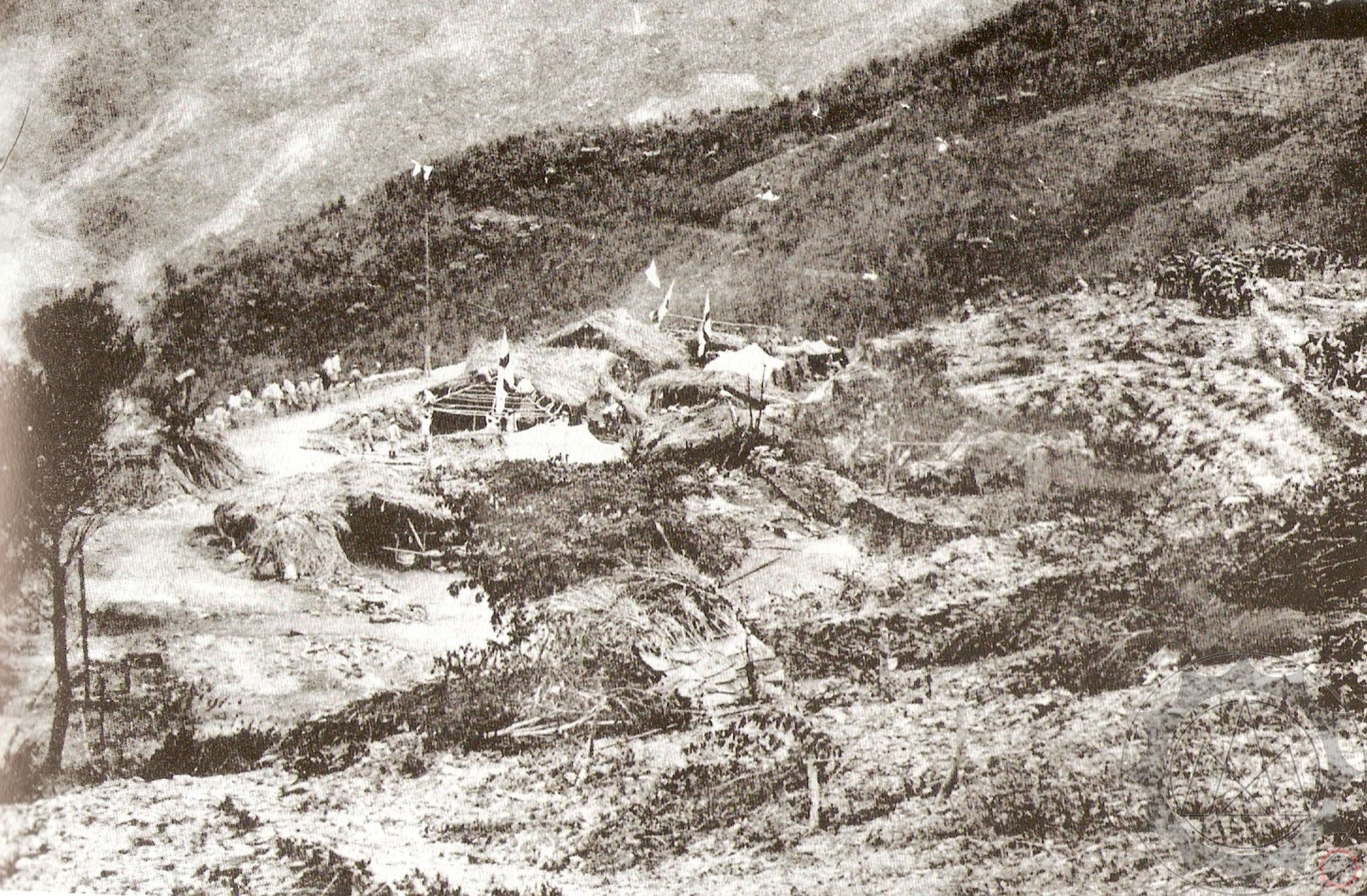
波阿倫社被日本軍隊佔領之景。

波阿倫社是一個曾經存在的賽德克族部落；該部落位在能高越嶺古道上，其西側三角型山峰曾在臺灣日治時期被稱作波阿倫富士山。當時，能高越嶺古道即經斯庫吊橋至斯庫社，再繞過波阿倫富士山南北兩麓抵達波阿倫社。
霧社事件後，波阿倫社族人被迫遷至川中島（後稱清流部落）定居，當地改由賽德克族德路固群佔居，並被改稱富士社。
戰後，富士社改稱廬山部落。